# Jean-Christophe De Clercq

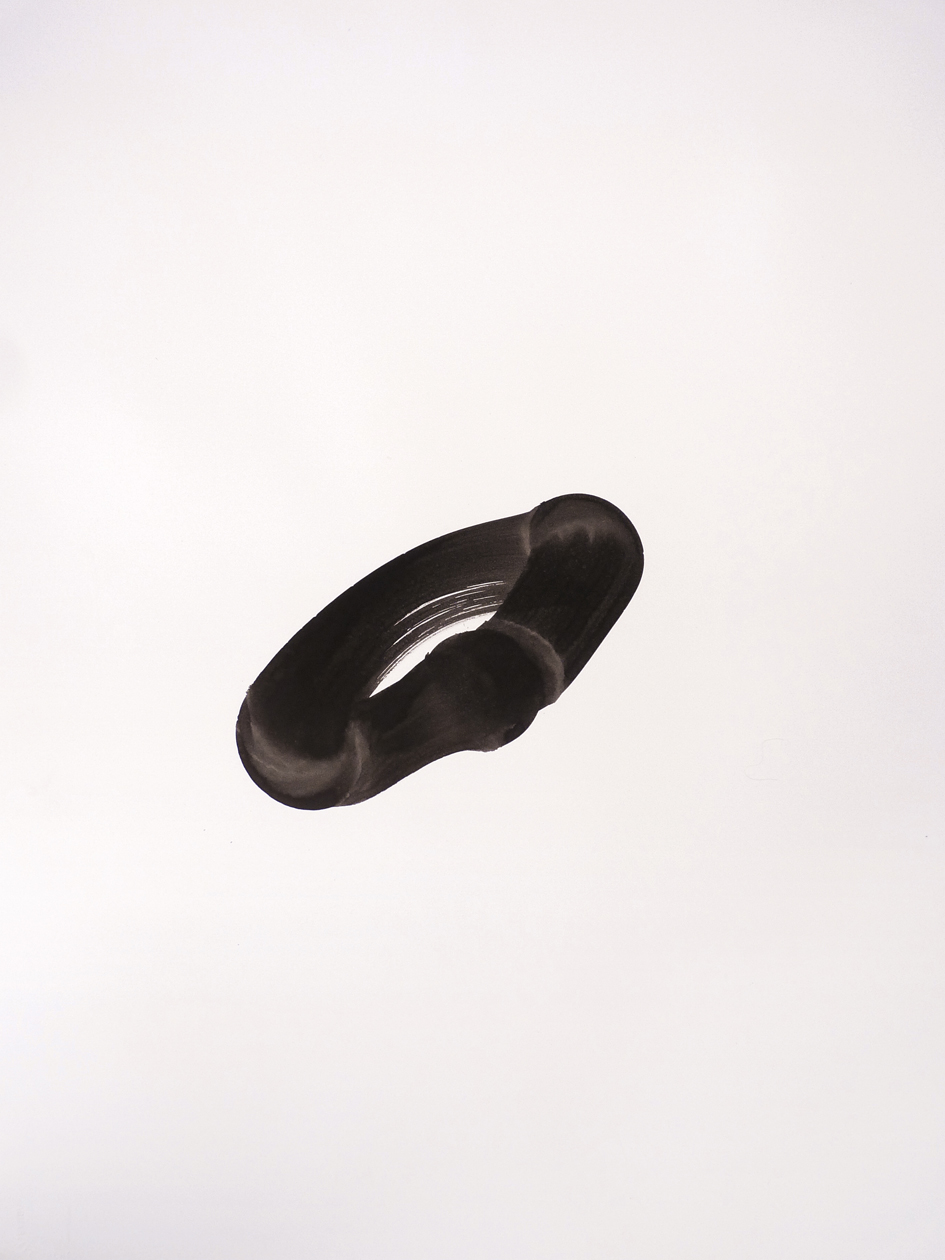
Pintura de Jean-Christophe De Clercq

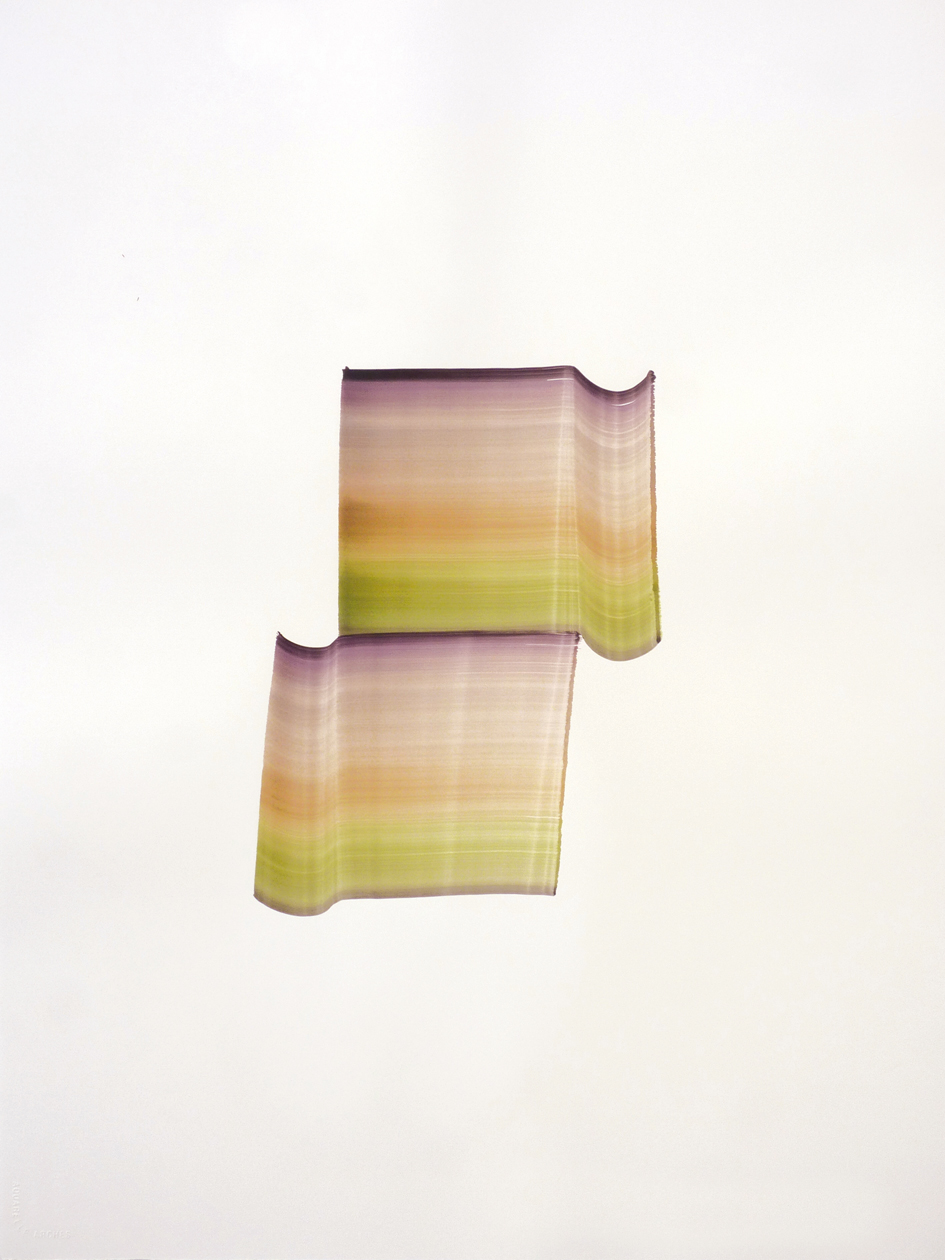
Pintura de Jean-Christophe De Clercq

Jean-Christophe De Clercq , nascido em 1966 em Issy-les-Moulineaux é um técnico de plásticos francês (pintor, fotógrafo) que vive e trabalha em Champeix, Auvérnia.

## Pintura
" Produzir o máximo de efeitos com um mínimo de meios ", tal é a definição da pintura de Jean Christophe De Clercq de acordo com o crítico de dardo Jacques Henric.

## Exibições pessoais
- 1988 : Centre culturel Das Haus, Rorschach (Saint-Gall), Suíça
- 1990 : Galerie Windeg, Herisau, Suíça
- 2001 : Galerie Garde à vue, Clermont-Ferrand
- 2001 : Galerie Lazertis, Zurique
- 2005 : Galerie 14, Paris
- 2005 : Galerie Arkos, Clermont-Ferrand
- 2006 : Galerie Africana, Zurique[1].
- 2006 : Galerie Lazertis, Zurique
- 2007 : Galerie Arkos, Clermont-Ferrand
- 2008 : Établissement thermal du Mont-Dore-Route des villes d'eaux du massif central[2].
- 2009 : Paul Smith, Paris
- 2011 : Salles Jean-Hélion, Centre culturel Nicolas-Pomel, Issoire.
- 2014 : Galerie Arigang. Maison de la Corée, Clermont-Ferrand.
- 2015 : Lycée René-Descartes, Cournon.
- 2016 : Galerie Louis Gendre, Chamalières.

## Exibições coletivas
- 2002 : FRAC Auvergne, Territoires inoccupés. Clermont-Ferrand[3].
- 2003 : Les mars de l’art contemporain, Saint-Saturnin[4].
- 2003 : Galerie Garde à Vue, Autour d’un rouge. Clermont-Ferrand.
- 2004 : Graphes et Partitions, site expérimental de pratiques artistiques, Rennes. Avec la collaboration du FRAC Bretagne.
- 2006 : Galerie 14, Paris[5].
- 2006 : Galerie Arkos, Tous ensemble. Clermont-Ferrand
- 2008 : Galerie L.J. Beaubourg, Paris[6].
- 2012 : Verein Für Originalgraphik, Zurique[7].
- 2012 : Sangallensia IV- Christian Roellin Gallery, São Galo (cidade)[8][9].
- 2013 : FRAC Auvergne (2 février- 12 mai). Clermont-Fd.
- 2015 : Recto Verso, Fondation Louis Vuitton.
- 2015 : Les Tours de lumière, Saint-Saturnin.
- 2015 : Sangallensia VI- Christian Roellin Gallery, Saint-Gall.
- 2015 : Un dessein de dessins. FRAC Auvergne.
- 2016 : A quoi tient la beauté des étreintes, FRAC Auvergne.
- 2017 : Matières d'Art, Jardins du château d'Hauterive.

## Coleções públicas
- FRAC Auvergne.
- Direction de la culture, Canton de Saint-Gall.